# Кук Тауншип (округ Вестморленд, Пенсільванія)
Кук Тауншип (англ. Cook Township) — селище (англ. township) в США, в окрузі Вестморленд штату Пенсільванія. Населення — 1896 осіб (2020).

## Демографія
Згідно з переписом 2010 року, у селищі мешкало 2250 осіб у 933 домогосподарствах у складі 692 родин. Було 1184 помешкання
Расовий склад населення:
| - 99,4 % — білих - 0,2 % — корінних американців - 0,1 % — азіатів |

До двох чи більше рас належало 0,4 %. Частка іспаномовних становила 0,6 % від усіх жителів.
За віковим діапазоном населення розподілялося таким чином: 17,9 % — особи молодші 18 років, 65,4 % — особи у віці 18—64 років, 16,7 % — особи у віці 65 років та старші. Медіана віку мешканця становила 47,5 року. На 100 осіб жіночої статі у селищі припадало 97,5 чоловіків;  на 100 жінок у віці від 18 років та старших — 101,2 чоловіків також старших 18 років.
Середній дохід на одне домашнє господарство  становив 60 232 долари США (медіана — 45 850), а середній дохід на одну сім'ю — 69 791 долар (медіана — 51 905). Медіана доходів становила 37 740 доларів для чоловіків та 25 833 долари для жінок. За межею бідності перебувало 9,2 % осіб, у тому числі 22,4 % дітей у віці до 18 років та 7,2 % осіб у віці 65 років та старших.
Цивільне працевлаштоване населення становило 980 осіб. Основні галузі зайнятості: виробництво — 20,0 %, освіта, охорона здоров'я та соціальна допомога — 16,8 %, будівництво — 12,4 %, роздрібна торгівля — 11,8 %.